# Кознов, Дмитрий Георгиевич
Дмитрий Георгиевич Кознов (26 июня 1925, Москва — 4 марта 2019, там же) — советский и российский театральный педагог, преподаватель Высшего театрального училища им. М. С. Щепкина, профессор, режиссёр и актёр. Заслуженный деятель искусств РСФСР (1985), Заслуженный работник культуры РСФСР (1977), Заслуженный деятель культуры Кыргызской Республики (1996).

## Биография
Родился в 1925 году. 
Участник Великой Отечественной войны с 1942 года. Призван Молотовским РВК г. Москвы. Красноармеец, чтец-конферансье ансамбля Дома Красной Армии 21-й армии. 
Окончил в 1949 году Высшее театральное училище им. М. С. Щепкина, в 1963 году — режиссёрский факультет Государственного института театрального искусства им. А. В. Луначарского. 
По окончании училища был принят актёром в Московский литературно-драматический театр ВТО. С 1959 по 1966 год совмещал педагогическую деятельность в Театральном училище им. Щепкина с работой в Малом театре в качестве режиссёра и принимал участие в создании таких спектаклей, как «Иванов», «Дачники», «Правда — хорошо, а счастье лучше» (режиссёр-постановщик Б. А. Бабочкин). 
С 1966 года — главный режиссёр цветного телевидения СССР, активно способствовал открытию регулярного вещания цветных телевизионных программ в сентябре 1967 года. С 1968 по 1980 год — главный режиссёр Главной редакции народного творчества Центрального телевидения. Режиссёр — постановщик таких работ редакции, как Международный конкурс «Радуга», концерты в Кремлёвском Дворце съездов, вечера в Концертной студии Останкино, а также творческие портреты Б. Бабочкина, Н. Ужвий, В. Анджапаридзе, Т. Ханум, И. Козловского, В. Иванова-Крамского. 
С 1971 года — преподавал в Высшем театральном училище им. Щепкина. С 1971 года — доцент по кафедре мастерства актёра в Училище им. М. С. Щепкина. С 1980 года — профессор, вёл национальные студии. С 1980 по 1985 год — художественный руководитель Якутской студии. С 1985 по 1989 год — художественный руководитель Киргизской студии. С 1989 по 1993 год — новой Киргизской студии. С 1992 по 1996 год — Южно-Корейской студии. С 1993 по 1997 год — Удмуртской студии. С 2001 год вёл студию из Северной Осетии. В последнее время руководил Горно-Алтайской студией.
Мастерская под руководством Д. Г. Кознова (ВТУ им. М. С. Щепкина) была создана в 1981 году. Национальные выпуски: Якутская студия, Киргизская студия, Корейская студия, Удмуртская студия, Северо-Осетинская студия, Горно-Алтайская студия. Был набран и выпущен один русский курс. В нынешнем составе мастерская начала существовать с 1997 года.
За годы педагогической деятельности осуществил постановку следующих дипломных спектаклей:
- 1963, 1985 — «За тех, кто в море» Б. Лавренёва
- 1967 — «Разлом» Б. Лавренёва
- 1989 — «Все вместе, и я сам» (по произведениям Ч. Айтматова)
- 1993 — «Король Лир» У. Шекспира

Ученики Дмитрия Георгиевича являются лауреатами международных и всероссийских конкурсов, многие имеют звания народных артистов РФ и национальных республик.
Скончался 4 марта 2019 года на 94-м году жизни после продолжительной болезни. Прах захоронен на Введенском кладбище рядом с супругой.

## Признание и награды
- Орден Почёта (9 декабря 2009 года) — за большой вклад в развитие отечественной культуры и подготовку высокопрофессиональных специалистов в области театрального искусства[5].
- Орден Дружбы (30 мая 1997 года) — за заслуги перед государством, большой вклад в укрепление дружбы и сотрудничества между народами, многолетнюю плодотворную деятельность в области культуры и искусства[6].
- Орден «Данакер» (6 июня 2001 года, Кыргызстан) — за большие заслуги в подготовке высококвалифицированных кадров для Кыргызстана в области театрального искусства, взаимообогащении национальных культур[7].
- Орден Отечественной войны II степени (6 апреля 1985 года).
- Медаль «За боевые заслуги» Фронтовой приказ №: 179/н от 12.07.1944 г.
- Заслуженный деятель искусств РСФСР (14 июня 1985 года) — за заслуги в области советского театрального искусства[8].
- Заслуженный работник культуры РСФСР (28 июня 1977 года) — за заслуги в области советской культуры[9].
- Заслуженный деятель культуры Кыргызской Республики (2 мая 1996 года) — за заслуги в подготовке высококвалифицированных кадров в области театрального искусства для Кыргызской Республики и укреплении дружбы между народами Кыргызстана и России[10].
- Заслуженный артист Кабардино-Балкарской АССР.
- Заслуженный деятель искусств Республики Саха.
- Заслуженный деятель искусств Республики Алтай.
- Заслуженный деятель искусств Республики Удмуртия.
- Заслуженный работник культуры Республики Осетия-Анания.
- Заслуженный деятель искусств Республики Тыва.
- Академик МАНЭБ по отделению «Образование и культура».
- Награждён знаком «Отличник телевидения».

## Семья
- Жена — Ольга Васильевна Кознова (1926—2014), заслуженная артистка РСФСР, режиссёр, сценарист.
- Сын — Дмитрий Дмитриевич Кознов (род. 1962), артист Малого театра, заслуженный артист России (2004).